# Нефтесиндикат СССР
Нефтесиндикат СССР, Нефтяной синдикат Союза ССР — внешнеторговая организация СССР по сбыту нефти и нефтепродуктов. Организован в июле 1922 года в порядке реализации принципа монополии внешней торговли для централизованного проведения операций, связанных с закупкой нефтепродуктов у советских нефтяных трестов и реализации их на внешних рынках. Находился в ведении Главного управления по топливу (ГУТ) ВСНХ СССР.

## Состав синдиката
По состоянию на 1929 год синдикат объединял тресты «Азнефть», «Грознефть» и «Эмбанефть», административно подчинённые главку в ВСНХ (Главное управление по топливу). На территории СССР нефтесиндикату принадлежало 833 нефтесклада.
Для ведения переговоров с зарубежными покупателями Нефтесиндикат располагал широкой сетью зарубежных подразделений по всему миру, включая Западную и Центральную Европу, Средний и Дальний восток, а также Прибалтику. Отделения и агентства Нефтесиндиката находились в Милане, Праге, Константинополе, Смирне, Риге, Ревеле, Гельсингфорсе и Харбине.

## Партнёры синдиката и его инвестиции
Реализацию продукции Нефтесиндикат СССР также осуществлял через иностранные организации, некоторые из которых были созданы с участием советского капитала. Нефтесиндикат был акционером или пайщиком компаний «Роп» (Англия), «Дерунафт» (совместное предприятие с Германией), «Нафтрюсс» (Франция), «Петролеа» (Италия) и др.

## Капитализация и финансовые итоги
На 1 октября 1928 года основной капитал Нефтесиндиката СССР составлял 80,5 млн руб. (80 499 400); собственных капиталов (активов) — 101 835 000 руб.
За 1927/28 финансовый год на внутреннем рынке СССР синдикат продал 6 650 117 метрических тонн нефти на сумму 363 359 000 руб.
Экспорт за тот же период составил 2 762 098 метрических тонн, при поступлениях на сумму 109 312 000 руб.
В 1929 году Нефтесиндикат подписал договор с владельцем Royal Dutch Shell Генри Детердингом, что значительно усилило позиции СССР на международных рынках нефти. До этого Детердинг выступал как организатор бойкотов советской нефти, причём его враждебность к Советской России доходила до того, что этот один из богатейших людей эпохи занимался печатанием фальшивых червонцев ради подрыва финансов СССР. В 1927 году Детердинг также лоббировал разрыв дипломатических отношений Великобритании с СССР